# John Sharp (Schauspieler)
John Sharp (* 5. August 1920 in Bradford, Yorkshire, England; † 26. November 1992 in London, England) war ein britischer Schauspieler.

## Leben
1949 gab er sein Filmdebüt in dem Streifen Männer, Mädchen, Diamanten und hatte bis 1991 rund 150 Film- und Fernsehauftritte. Neben seinen zahlreichen Charakterrollen in Fernsehserien wie als Mr. Biggins in Der Doktor und das liebe Vieh wurde der übergewichtige Schauspieler vor allem durch seine Rolle als cholerischer Schurke in dem italienischen Film Zwei wie Pech und Schwefel mit Bud Spencer und Terence Hill bekannt.

## Filme (Auswahl)
- 1949: Männer, Mädchen, Diamanten (Diamond City)
- 1950: Die unbekannte Zeugin (Your Witness)
- 1959: Der Wahlk(r)ampf (Left Right and Centre)
- 1965: Bunny Lake ist verschwunden (Bunny Lake Is Missing)
- 1966: Der Unverstandene (Incompreso (vita col figlio))
- 1967: The White Bus
- 1969: Randall & Hopkirk – Detektei mit Geist (Randall & Hopkirk (Deceased)) (Fernsehserie, 1 Folge)
- 1972: Bruder Sonne, Schwester Mond (Fratello Sole, sorella Luna)
- 1973: Embryo des Bösen (And Now the Screaming Starts!)
- 1974: Zwei wie Pech und Schwefel (Altrimenti ci arrabbiamo)
- 1975: Barry Lyndon
- 1976: Die Onedin-Linie (The Onedin Line) (Fernsehserie, 1 Folge)
- 1976: Die Füchse (The Sweeney) (Fernsehserie, 1 Folge)
- 1977: Jabberwocky
- 1978: Fünf Freunde (The Famous Five) (Fernsehserie, 2 Folgen)
- 1979: Der Millionenfinger (Mani di velluto)
- 1980: Die Vogelscheuche (Worzel Gummidge) (Fernsehserie, 1 Folge)
- 1980: Das boshafte Spiel des Dr. Fu Man Chu (The Fiendish Plot of Dr. Fu Manchu)
- 1981: Der Bunker (The Bunker)
- 1983: Ein ungleiches Paar (The Dresser)
- 1984: Charles Dickens’ Weihnachtsgeschichte (A Christmas Carol)
- 1984: Top Secret!
- 1985: Die Braut (The Bride)
- 1988–1990: Der Doktor und das liebe Vieh (All Creatures Great and Small) (Fernsehserie, 13 Folgen)